# Benoît de Montferrand
Benoît de Montferrand (* vor 1460; † 7. Mai 1491 vermutlich in Nyon) war von 1470 bis 1476 Bischof von Coutances und von 1476 bis zu seinem Tode Bischof von Lausanne.

## Leben
| Denier               |                           |
|                      |                           |
| + B • D [mOnTEFE]RR, | + AVE • m[ARIA • G]RA • P |
| BI; 15mm, 0,47 g.    |                           |

Benoît entstammte einer Adelsfamilie aus dem Bugey, er war der Sohn von Pierre, Herr von Montferrand. Er war Antoniter, studierte in Paris und wurde 1460 als Abt von Saint-Antoine-de-Viennois erstmals erwähnt. Von 1470 bis 1476 war er Bischof von Coutances, wurde am 15. Juli 1476 von Papst Sixtus IV. im Tausch mit dessen Neffen Giuliano della Rovere, der ihm in Coutances folgte, nach Lausanne transferiert. Im Jahr 1478 wurde er auch Kommendatarabt von Lutry. In der Auseinandersetzung mit der nach Unabhängigkeit strebenden Stadt Lausanne, die von Savoyen unterstützt wurde, suchte er Rückhalt bei Bern und Freiburg.